# St. Johannes der Täufer (Dambach)

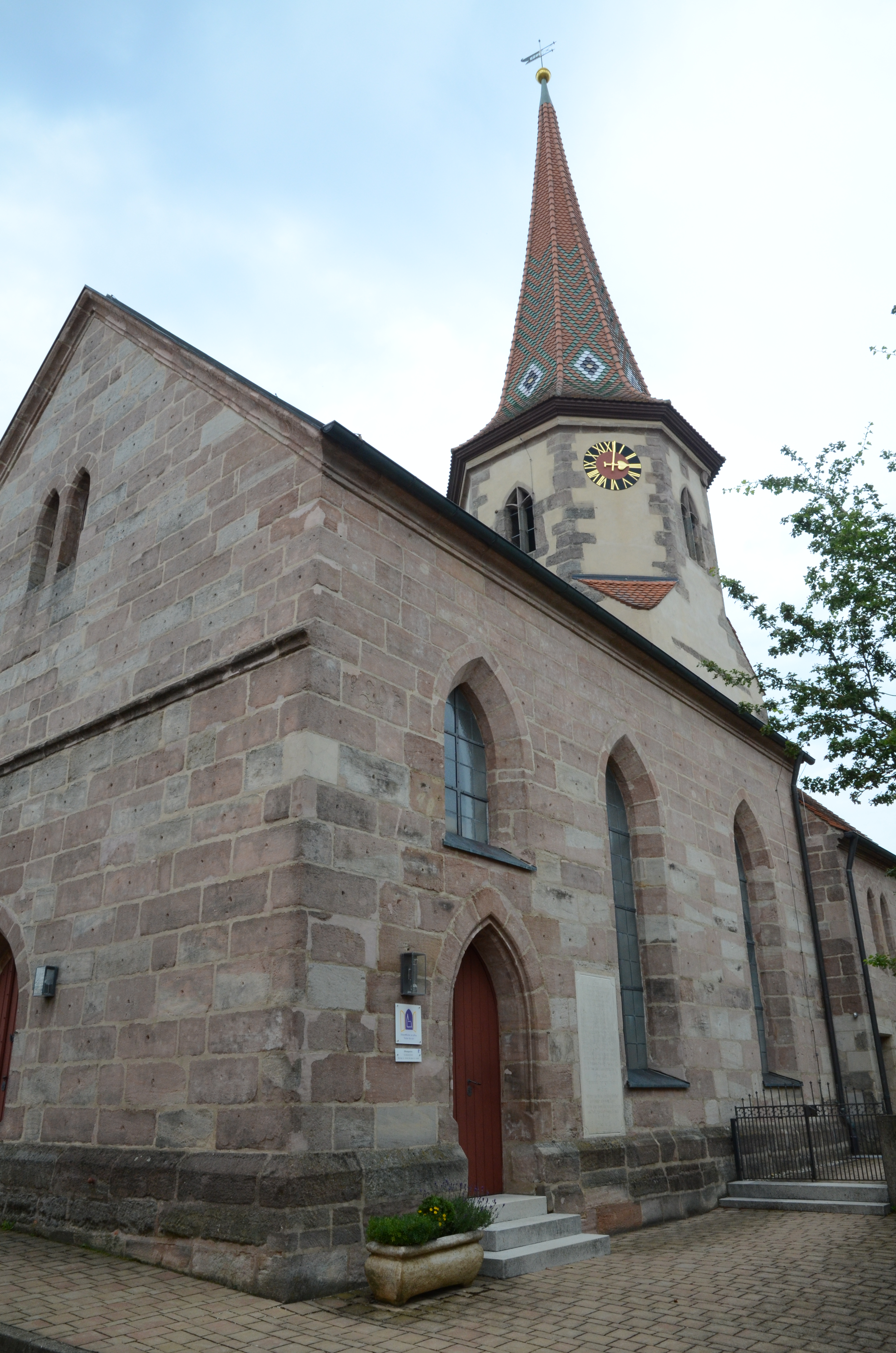
St. Johannes der Täufer (Dambach)

Die evangelische Pfarrkirche St. Johannes der Täufer ist ein denkmalgeschütztes Kirchengebäude, das in Dambach steht, einem Gemeindeteil der Gemeinde Ehingen im Landkreis Ansbach (Mittelfranken, Bayern).Das Bauwerk ist unter der Denkmalnummer D-5-71-141-15 als Baudenkmal in der Bayerischen Denkmalliste eingetragen. Die Pfarrei gehört zum Evangelisch-Lutherischen Dekanat Wassertrüdingen im Kirchenkreis Ansbach-Würzburg der Evangelisch-Lutherischen Kirche in Bayern. Namensgeber der Kirche ist Johannes der Täufer.

## Beschreibung
Die unteren Geschosse des Chorturms stammen aus dem späten 14. Jahrhundert. 1714 wurde im Rahmen einer Renovierung der Chorturm um ein achteckiges Geschoss aufgestockt, das die Turmuhr und den Glockenstuhl beherbergt, und mit einem achtseitigen, spitzen Helm eingedeckt. Das ursprünglich turmbreite Langhaus wurde um 1500 verbreitert. Die Wände des Langhauses aus Quadermauerwerk wurden 1888 erhöht und ein neuer Dachstuhl errichtet. Der Innenraum wurde mit einer Kassettendecke überspannt und mit Emporen ausgestattet. Außerdem wurde eine neue Kanzel gebaut. 1926 wurden im Chor, d. h. dem Erdgeschoss des Chorturms, Deckenmalereien des ausgehenden 14. Jahrhunderts, die übermalt waren, bloßgelegt. 
Zur Kirchenausstattung gehört ein 1687/88 gebauter Altar. Das Altarbild zeigt Jesus Christus als Guter Hirte. Im gesprengten Giebel des Altars ist eine Figur des Erzengels Michael als Drachentöter postiert.  Die erste Orgel wurde 1739 erworben, ein gebrauchtes Instrument aus der damaligen Schlosskirche Unterschwaningen. Die heutige Orgel wurde 1887 von der G. F. Steinmeyer & Co. angeschafft.